# Hayet Ruini
Hayet Ruini –en árabe, حياة رويني– (nacida el 10 de agosto de 1981) es una deportista tunecina que compitió en judo. Ganó una medalla en los Juegos Panafricanos de 1999, y tres medallas en el Campeonato Africano de Judo entre los años 2000 y 2004.

## Palmarés internacional
| Juegos Panafricanos | Juegos Panafricanos       | Juegos Panafricanos | Juegos Panafricanos |
| Año                 | Lugar                     | Medalla             | Categoría           |
| ------------------- | ------------------------- | ------------------- | ------------------- |
| 1999                | Johannesburgo (Sudáfrica) | Medalla de oro      | –48 kg              |
| Campeonato Africano |                           |                     |                     |
| Año                 | Lugar                     | Medalla             | Categoría           |
| 2000                | Argel (Argelia)           | Medalla de oro      | –48 kg              |
| 2002                | El Cairo (Egipto)         | Medalla de plata    | –52 kg              |
| 2004                | Túnez (Túnez)             | Medalla de bronce   | –52 kg              |